# Anschlussbahnen der Lüneburger Wachsbleiche und Saline
| |                      |                                                                   |                                                                   |
| Spurweite: | 1435 mm (Normalspur) |                                                                   |                                                                   |
| |                      |                                                                   |                                                                   |
| \| \| \| vom Bahnhof Lüneburg Süd \| \| \| \| \| nach Soltau \| \| \| \| \| Ende Abstellgleis Arbeitsgemeinschaft Verkehrsfreunde Lüneburg \| \| \| \| \| Ilmenau \| \| \| \| \| Willy-Brandt-Straße \| \| \| \| \| Willy-Brandt-Straße \| \| \| \| \| ehem. Wachsbleiche, heute H. B. Fuller \| \| \| \| \| \| \| \| \| \| Trasse durch heutiges Wohngebiet (Rotes Feld) \| \| \| \| \| Uelzener Straße \| \| \| \| \| \| \| \| \| \| vom Bahnhof Lüneburg West/Süd \| \| \| \| \| nach Soltau \| \| \| \| \| Pfarrer-Kneipp-Weg \| \| \| \| \| Arthur-Illies-Weg, \| \| \| \| \| anschließend gemeinsamer Verlauf mit dem Arthur-Illies-Weg \| \| \| \| \| Soltauer Straße \| \| \| \| \| Hinter der Saline, \| \| \| \| \| anschließend gemeinsamer Verlauf mit der Straße Hinter der Saline \| \| \| \| \| \| \| \| \| \| Salinengelände \| \| \| \| \| Hinter der Saline \| \| \| \| \| \| \| \| \| \| Saline \| \| \| \| \| Sülztorstraße \| \| \| \| \| Gas- und Elektrizitätswerk \| \| |                      |                                                                   |                                                                   |
| Strecke |                      | vom Bahnhof Lüneburg Süd                                          | vom Bahnhof Lüneburg Süd                                          |
| Abzweig geradeaus und nach links |                      | nach Soltau                                                       | nach Soltau                                                       |
| |                      | Ende Abstellgleis Arbeitsgemeinschaft Verkehrsfreunde Lüneburg    |                                                                   |
| Brücke über Wasserlauf (Strecke außer Betrieb) |                      | Ilmenau                                                           | Ilmenau                                                           |
| Abzweig geradeaus und nach links (Strecke außer Betrieb) · Bahnübergang quer (Strecke außer Betrieb) · Strecke von rechts (außer Betrieb) |                      | Willy-Brandt-Straße                                               | Willy-Brandt-Straße                                               |
| Abzweig geradeaus und von links (Strecke außer Betrieb) · Bahnübergang quer (Strecke außer Betrieb) · Abzweig geradeaus und von rechts (Strecke außer Betrieb) |                      | Willy-Brandt-Straße                                               | Willy-Brandt-Straße                                               |
| Betriebs-/Güterbahnhof Streckenende (Strecke außer Betrieb) · Strecke (außer Betrieb) |                      | ehem. Wachsbleiche, heute H. B. Fuller                            | ehem. Wachsbleiche, heute H. B. Fuller                            |
| Strecke von links (außer Betrieb) · Strecke quer (außer Betrieb) · Strecke nach rechts (außer Betrieb) |                      |                                                                   |                                                                   |
| Strecke (außer Betrieb) |                      | Trasse durch heutiges Wohngebiet (Rotes Feld)                     | Trasse durch heutiges Wohngebiet (Rotes Feld)                     |
| Bahnübergang (Strecke außer Betrieb) |                      | Uelzener Straße                                                   | Uelzener Straße                                                   |
| Abzweig geradeaus und nach links (Strecke außer Betrieb) · Strecke von rechts (außer Betrieb) |                      |                                                                   |                                                                   |
| Strecke (außer Betrieb) · Strecke (außer Betrieb) · Strecke von links |                      | vom Bahnhof Lüneburg West/Süd                                     | vom Bahnhof Lüneburg West/Süd                                     |
| Strecke (außer Betrieb) · Strecke (außer Betrieb) · Abzweig ehemals geradeaus und nach links |                      | nach Soltau                                                       | nach Soltau                                                       |
| Strecke (außer Betrieb) · Strecke (außer Betrieb) · Bahnübergang (Strecke außer Betrieb) |                      | Pfarrer-Kneipp-Weg                                                | Pfarrer-Kneipp-Weg                                                |
| Strecke (außer Betrieb) · Strecke (außer Betrieb) · Bahnübergang (Strecke außer Betrieb) |                      | Arthur-Illies-Weg,                                                | Arthur-Illies-Weg,                                                |
| Strecke (außer Betrieb) · Strecke (außer Betrieb) · Strecke (außer Betrieb) |                      | anschließend gemeinsamer Verlauf mit dem Arthur-Illies-Weg        | anschließend gemeinsamer Verlauf mit dem Arthur-Illies-Weg        |
| Bahnübergang (Strecke außer Betrieb) · Bahnübergang (Strecke außer Betrieb) · Bahnübergang (Strecke außer Betrieb) |                      | Soltauer Straße                                                   | Soltauer Straße                                                   |
| Strecke (außer Betrieb) · Bahnübergang (Strecke außer Betrieb) · Strecke (außer Betrieb) |                      | Hinter der Saline,                                                | Hinter der Saline,                                                |
| Strecke (außer Betrieb) · Strecke (außer Betrieb) · Strecke (außer Betrieb) |                      | anschließend gemeinsamer Verlauf mit der Straße Hinter der Saline | anschließend gemeinsamer Verlauf mit der Straße Hinter der Saline |
| Strecke (außer Betrieb) · Abzweig geradeaus und von links (Strecke außer Betrieb) · Strecke nach rechts (außer Betrieb) |                      |                                                                   |                                                                   |
| Strecke (außer Betrieb) · Abzweig geradeaus und nach links (Strecke außer Betrieb) |                      | Salinengelände                                                    | Salinengelände                                                    |
| Strecke (außer Betrieb) · Bahnübergang (Strecke außer Betrieb) |                      | Hinter der Saline                                                 | Hinter der Saline                                                 |
| Abzweig geradeaus und von links (Strecke außer Betrieb) · Abzweig geradeaus und nach rechts (Strecke außer Betrieb) |                      |                                                                   |                                                                   |
| Strecke (außer Betrieb) · Betriebs-/Güterbahnhof Streckenende (Strecke außer Betrieb) |                      | Saline                                                            | Saline                                                            |
| Bahnübergang (Strecke außer Betrieb) |                      | Sülztorstraße                                                     | Sülztorstraße                                                     |
| Betriebs-/Güterbahnhof Streckenende (Strecke außer Betrieb) |                      | Gas- und Elektrizitätswerk                                        | Gas- und Elektrizitätswerk                                        |

Die Anschlussbahnen der Lüneburger Wachsbleiche und Saline waren zwei Industriebahnen im niedersächsischen Lüneburg. Die erste Strecke, die von der OHE betrieben wurde, erschloss vom Bahnhof Lüneburg Süd kommend die Lüneburger Wachsbleiche und erreichte schließlich die Saline und das Gas- und Elektrizitätswerk, die auch die Endpunkte der zweiten von der Bahnstrecke Lüneburg–Soltau in Höhe des Kurparks abzweigenden Salineanschlussbahn darstellten. Die normalspurigen Anschlussbahnen waren eingleisig und nicht elektrifiziert.

## Geschichte
1888 beschloss die Verwaltung der Lüneburger Saline, einen Gleisanschluss zur Saline in Auftrag zu geben, da man sich durch einen Gleisanschluss ein arbeitsintensives Umladen sparen konnte. Auch das Gas- und Elektrizitätswerk nahe der Saline erhielt zum Kohletransport ein Anschlussgleis.
Die Anschlussbahn der Wachsbleiche mit Verlängerung zur Saline wurde somit deutlich früher als die Bahnstrecke Lüneburg–Soltau gebaut und in Betrieb genommen.
1889 begann man mit den Vermessungsarbeiten. Die Bauarbeiten konnten 1891 begonnen werden und schritten aufgrund der günstigen Wetterlage gut voran.
Schon bald war die Anschlussbahn fertiggestellt.
Als jedoch 1913 eine zweite Anschlussbahn vom Kurpark kommend zur Saline gebaut worden war, brauchte man die erste Strecke nicht mehr bis zur Saline, so wurden die rund zwanzig Jahre älteren Gleise nach kurzer Zeit bis zur Wachsbleiche (später Chemische Werke LW H. B. Fuller) zurückgebaut.
In den 1980er Jahren wurde auch die 1913 gebaute Salineanschlussbahn überflüssig. Die Strecke wurde kurzerhand stillgelegt und abgebaut.
Auch der Anschluss H. B. Fuller, welcher früher der Wachsbleiche diente, stellte kurze Zeit später seinen Betrieb ein. Zwar sind noch Gleise vorhanden, diese sind allerdings stark zugewachsen und teilweise durch umgestürzte Bäume blockiert. Die Ilmenaubrücke samt den dazugehörigen Gleisen ist jedoch noch in gutem Zustand.

## Streckenverlauf

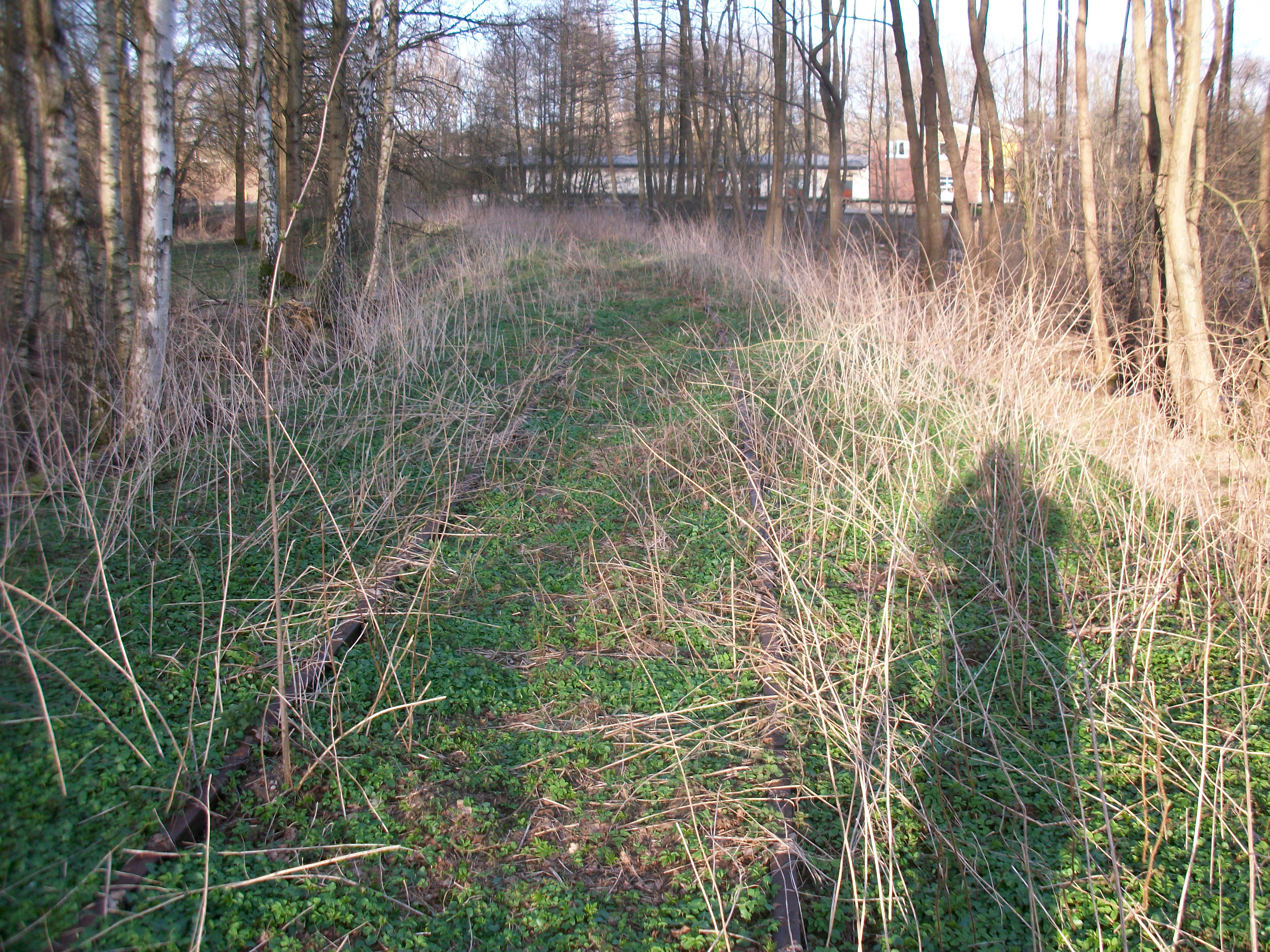
Zugewachsene Gleise der Anschlussbahnen der Lüneburger Wachsbleiche östlich der Ilmenau im Jahr 2010, Blickrichtung Ost.
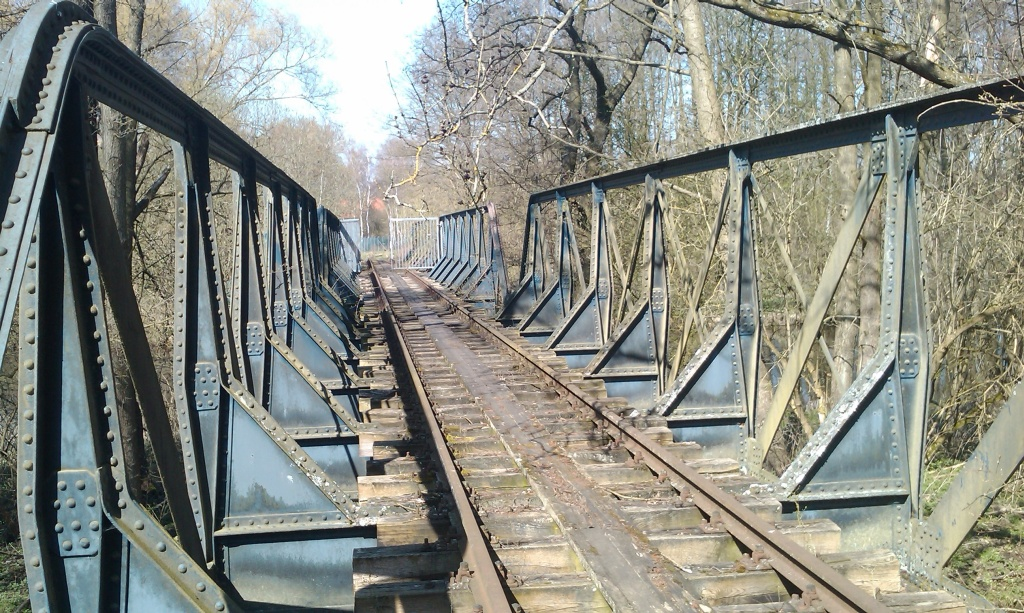
Ilmenaubrücke der Anschlussbahnen der Lüneburger Wachsbleiche östlich der Ilmenau im Jahr 2010.

### Anschlussbahn der Wachsbleiche mit Verlängerung zur Saline
Die Anschlussbahn der Wachsbleiche mit Verlängerung zur Saline zweigte von dem Kleinbahngleis der Bahnstrecke Lüneburg–Soltau in südwestliche Richtung ab und führte anschließend weiter nach Westen durch einen Wald hindurch. Danach wurde die Ilmenau überquert und schon bald der Anschluss der Wachsbleiche erreicht. Die sich anschließende abgebaute Strecke führte durch das „Rote Feld“, auf dem sich heute ein Wohngebiet befindet. Danach wurde das Salinengelände erreicht, wo es zwei Anschlüsse an die andere Salineanschlussbahn gab. Außerdem hatte die Saline dort zwei Anschlüsse. Schließlich endete die Anschlussbahn gemeinsam mit der anderen auf dem Gelände des Gas- und Elektrizitätswerkes.

### Anschlussbahn der Saline
Die Anschlussbahn der Saline zweigte von der Bahnstrecke Lüneburg–Soltau westlich des Haltepunkts (ehemals Bahnhofsstatus) Kurpark nach Norden ab. Anschließend führte die Strecke westlich am Kurpark vorbei, dessen Westgrenze sie bildete. Danach wurde das Salinengelände erreicht. In diesem Bereich gab es zwei Verbindungsgleise zur älteren Anschlussbahn der Wachsbleiche mit Verlängerung zur Saline. Außerdem existierten zwei andere Anschlüsse der Saline. Schließlich wurde gemeinsam mit der 1891 gebauten Anschlussbahn das Gas- und Elektrizitätswerk erreicht.

## Heutige Situation
Heute sind beide Anschlussbahnen stillgelegt und abgebaut. Lediglich zwischen dem Bahnhof Lüneburg Süd und der ehemaligen Wachsbleiche befinden sich noch Gleise. Diese werden auf einem kurzen Abschnitt von der Abzweigweiche der Soltauer Strecke bis in den Auwald der Ilmenau hinein noch zum Abstellen von Waggons durch die Arbeitsgemeinschaft Verkehrsfreunde Lüneburg genutzt.
Auf Teilen der Trasse in der Nähe der Saline wurden die Gleisflächen als Wege umgenutzt. Diese zwei Wege sind der Arthur-Illies-Weg am Rande des Kurparks und die Straße Hinter der Saline, die direkt zum ehemaligen Salinengelände hinführt.